# François Thuillier
François Thuillier est l'un des pionniers d'une génération de tubistes qui ont à leur disposition un très large champ d'expression allant des musiques improvisées à l'orchestre symphonique, en passant par le jazz.

## Biographie
Né en 1967, François Thuillier débute la musique à Doullens. Lauréat des conservatoires d'Amiens, Lille, et Roubaix, il intègre le Conservatoire national supérieur de musique de Paris en 1986 (classe de Fernand Lelong) et obtient les premiers prix de saxhorn, de tuba et de musique de chambre.
Il poursuit parallèlement des études au  Centre d'informations musicales, en arrangement jazz, et se perfectionne dans les domaines de la musique contemporaine et du théâtre musical, auprès de Philippe Legris.
En 1989, il est recruté par l'orchestre d'harmonie de la Musique des gardiens de la paix de Paris. Sa carrière se déroule depuis sur des plans très variés : musicien d'orchestre, enseignant, soliste et jazzman.
Titulaire du certificat d'aptitude, François Thuillier est professeur au conservatoire à rayonnement régional d'Amiens.
Depuis 2004, il assure la direction artistique du festival Jazz à Montonvillers.

## Créations

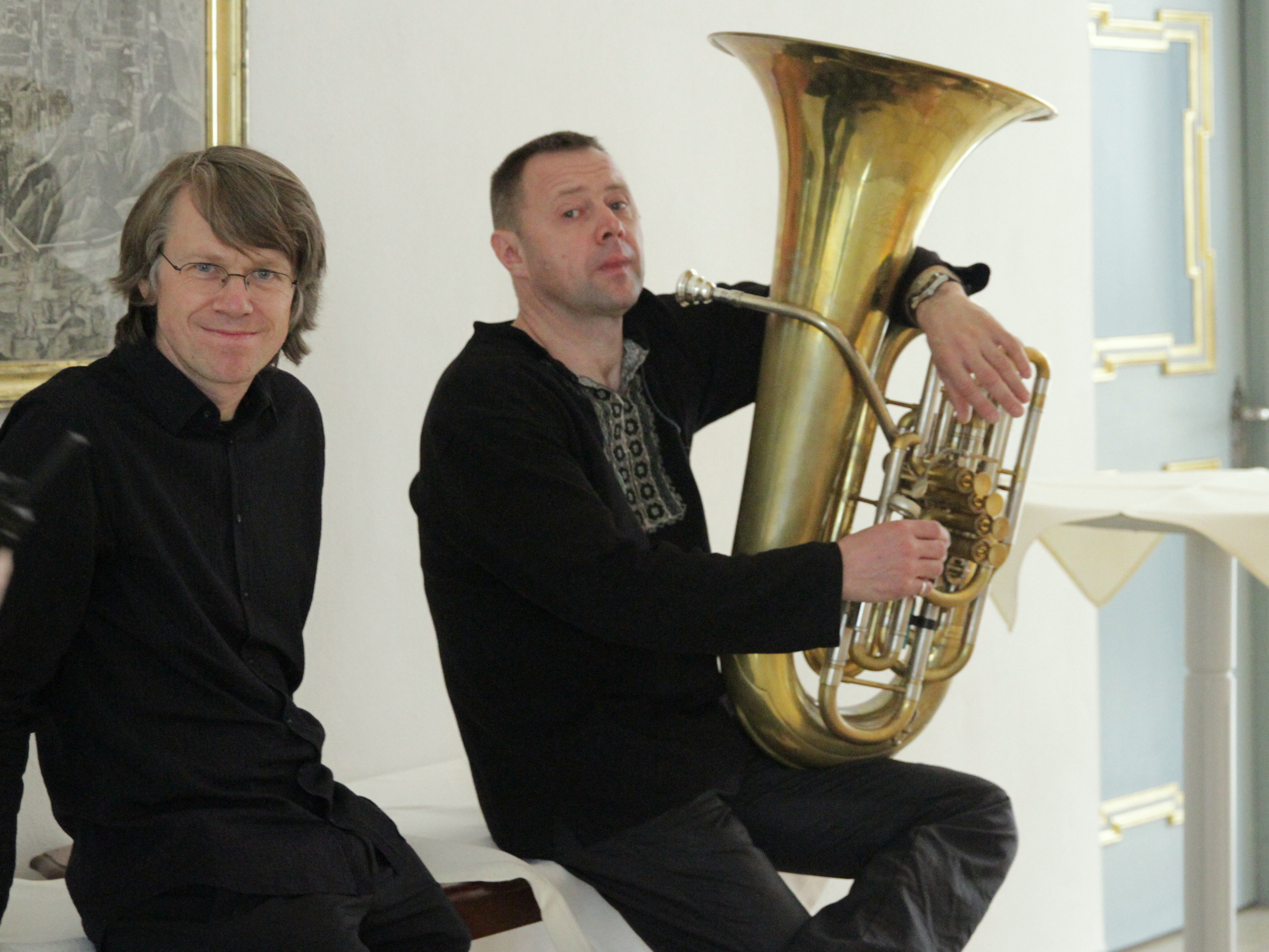
Henning Sieverts et François Thuillier, Tonspuren Irsee 2014

François Thuillier a participé à de nombreuses créations.
- Tuba solo et orchestre d'harmonie :

Andy Emler, Tubastone concerto pour orchestre d'harmonie et 3 solistes (Tuba, percussions et piano)- (1996)
Jean-Marie Machado, Il n'y a pas de fumée sans le chant d'une sirène concerto pour Tuba et Orchestre d’Harmonie (commande d’État) (2000)
Jean-Christophe Cholet, Épisodes pour tuba et orchestre d'harmonie (2003)
Marc Lys,Une Sacrée journée, concerto pour tuba solo et grand orchestre d’harmonie, éditions Feeling musique (2004)
Jean-Jacques Charles, Vestales pour tuba et orchestre d'harmonie- (2004)
Renaud Lacas, Tryptic Haiku pour tuba et orchestre d'harmonie (2005)
Jean-Philippe Vanbeselaere, L'Invité de Marc , Éditeur : Robert Martin, Référence VANB04689 (2006)
Daniel Bimbi, Concerto pour tuba pour tuba et orchestre d'harmonie (2007)
Stéphane Krégar , Concerto pour tuba et orchestre d'harmonie (2008)
Franck Steckar, Les 3 mousses de terre  pour 3 tubas et orchestre d'harmonie (Européan Tuba Trio), (2008)
Denis Badault, Or Not Tuba pour tuba et orchestre d'harmonie de Denis Badault (2010)
- Tuba solo et orchestre symphonique :

Jean Gobinet , Héliconoïdes pour tuba et orchestre (2009)
- Tuba solo et big-band :

Patrice Caratini, 5 miniatures pour tuba et big band de Patrice CARATINI (1998)
Jean Gobinet, Ballade au Climont pour tuba et big band (2008)
- Ensemble de cuivres :

Serge Adam, A l'ombre du Sumo pour tuba et 4 trompettes (2001)
Denis Leloup, Triplettes pour trio de cuivres graves (2001)
Arnaud Boukhitine, Low brass trio pour 3 cuivres graves (2005)
- Tuba solo et Brass Band :

Daniel Casimir, Immatriculé conception pour tuba imrovisateur et brass band (2007)
Philippe Oprandi, Concerto pour tuba et brass band (2008)
- Tuba solo et batterie fanfare :

Marc Steckar, La Tuile et les Picantins (1999)
- Tuba solo et en duo :

Vinko Globokar, Juriritubaiyoka  duo pour tuba et piano (1997)
Marc Steckar, Duo solo pour tuba solo (1997)
Philippe Leloup, La leçon de Baloo pour clarinette et tuba (2000)
Christian Jous, Milonga pour 2 tubas (2002)
Didier Havet
Sylvain Kassap, Articulations (2002)
Daniel Casimir, La Récolte pour tuba solo (2002)
Philippe Oprandi
Étienne Rolin
Martial Solal, Tubisme pour tuba solo (2005)
Franck Steckar, Tuilages pour 2 tubas (2006)
François Rosse, Bertyi Kilieto pour tuba et tubax (2009)
Andy Emler, Tuba stone 4 pour tuba et orgue d'église, 2010
- Tuba solo et ensembles divers :

Étienne Rolin, To Be Or Not Tuba pour tuba solo, ensemble de tubas et ordinateur (2009)

## Discographie personnelle
- François Thuillier Brass Trio : Hommage
- François Thuillier Brass Trio : Quand tu veux
- François Thuillier Brass Trio : Rose de Picardie
- François Thuillier - Pierre « Tiboum » Guignon : Duo
- François Thuillier - Pierre « Tiboum » Guignon : Dédicaces (label Nocturne)
- François Thuillier : Frantic Squirrel
- François Thuillier : Solo
- François Thuillier - Andy Emler - Jean-Marie Machado : Place des vosges
- Trio LPT.3 (Lavergne – Pommier – Thuillier) : Déjà 7h ?!... (label Yolk)
- European Tuba Trio : Jeudi 26 (autoprod.)
- Evolutiv Brass : Quatuor de cuivres (Mercier - Milhiet - Valade - Thuillier) (autoproduction)
- François Thuillier et l'orchestre à vents de Doullens - Marc Lefèvre : Tubastone (Andy Emler)
- François Thuillier et l'orchestre instrumental de l'Ariège - Éric Villevière : Hymne (Jean Marie Machado)
- François Thuillier et l'orchestre de Région Centre - Philippe Ferro : Sacrée journée  (Marc Lys)
- François Thuillier et l'orchestre d'harmonie d'Amiens Saint-Pierre - Hervé Winckels : Rencontre (Jean Christophe Cholet)
- François Thuillier et l'orchestre des Hauts-de-France - Philippe Lemeur : Carpe diem  (Jean-Philippe Vanbeselaere)
- François Thuillier et l'orchestre d'harmonie de Clermont – Stéphane Krégar : tuba concerto
- Mega Tuba Orchestra : Wounch  (autoproduction)

## Autre Discographie
- Opéra de Lyon : Coppelia (Léo Delibes)
- Opéra de Lyon : Histoire de Babar (Francis Poulenc)
- Opéra de Lyon : Les Sept péchés capitaux (Kurt Weil)
- Ensemble intercontemporain - Pierre Boulez Explosante fixe (Deutsche Grammophon)
- Ensemble intercontemporain - David Robertson - Elliot Carter
- Quoi de neuf Docteur : Le Retour
- Quoi de neuf Docteur : En Attendant la pluie
- Quoi de neuf Docteur : La Femme du bouc émissaire
- Quoi de neuf Docteur : 51 Below
- Quoi de neuf Docteur : À L'envers
- Patrice Caratini Jazz ensemble : Hard Scores
- Patrice Caratini Jazz ensemble : Hommage à Louis Armstrong
- Patrice Caratini Jazz ensemble : From the Ground
- Patrice Caratini Jazz ensemble : Anything Goes
- Patrice Caratini Jazz ensemble : De l’amour et du réel (Le Chant du monde)
- Patrice Caratini Jazz ensemble : Latinidad
- Steckar Tubapack : Tubaliedoscope
- Steckar Tubapack : Celtophonie
- Steckar Tubapack : Pack work
- Martial Solal Newdecaband : Exposition sans tableau
- Orja - Bernard Struber : Lover
- Orja - Bernard Struber : Le Jazz à pleins tubes
- Bernard Struber Jazztet - Louis Sclavis : Le Phare
- Jean-Marc Padovani : JazzAngkor
- Jean-Marc Padovani : Minotaure Jazz Orchestra
- François Merville Quintet : La Part de l'ombre
- Luc Le Masne : Lemanacuba
- Wonder Brass factory : California Blondes
- Andy Emler MegaOctet : Dreams in Tune
- Andy Emler MegaOctet : West in Peace (Nocturne)
- Andy Emler MegaOctet : Crouch, Touch, Engage (label naive)
- Le Pom : Estramadure
- Le Pom : Pom
- Michel Marre : Sardana Jazz
- Michel Marre : Indians Gavachs
- Jean-Marie Machado : Chants de la mémoire
- Jean-Marie Machado - Chœur universitaire de Valence
- Collectif N'co : Belle histoire
- Marc Drouard : Petits et grands formats
- Denis Leloup Trio : À Trois temps

## Autres participations discographiques
- Matthieu Chedid - Weepers Circus - Sapho - Angélique Ionatos - Dick Annegarn - Lorient Big band - Polysons - Odass - Michel Fugain - Michel Sardou - Gilbert Bécaud - Thomas Fersen - Grand ensemble de cuivres d'Amiens - les petits chanteurs à la croix de bois - BBCL - Smadj - Musique de gardiens de la paix de Paris : 12 disques - Musique de films : Germinal, les Acteurs, Lucky Luke, etc.